# Organisme aerobi
S'anomenen aerobis o aeròbics a aquells organismes que viuen en aerobiosi, és a dir, que només són capaços de viure o desenvolupar-se en presència d'oxigen, ja que utilitzen aquesta molècula per a la respiració.
Aquests organismes es caracteritzen per realitzar la respiració aeròbica, procés pel qual, un compost s'oxida utilitzant l'oxigen com a acceptor final d'electrons. Aquesta oxidació, permet alliberar molta més energia que la que s'allibera en processos com la fermentació.

## Tipus d'organismes aerobis

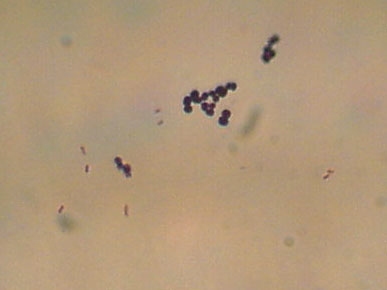
E.coli i M. luteus

Els organismes aerobis poden ser de tres tipus: aerobis estrictes (o obligats), aerobis facultatius i microaeròfils. Els aerobis estrictes requereixen oxigen per a l'oxidació de substrats durant la respiració cel·lular. El aerobis facultatius poden utilitzar l'oxigen per a obtenir energia, però també altres mecanismes com ara la respiració anaeròbica o la fermentació. I els microaeròfils necessiten concentracions d'oxigen per a viure, però en quantitats inferiors a l'atmosfèrica (al voltant del 5 per cent).
Hi ha un tipus de microorganismes, anomenats «aerotolerants», que poden viure en presència d'oxigen però no es consideren aerobis perquè no utilitzen l'oxigen com a acceptor final d'electrons, sinó que duen a terme la fermentació.
| Tipus               | Requeriment d'oxigen          | Tipus de metabolisme                          | Exemple            |
| ------------------- | ----------------------------- | --------------------------------------------- | ------------------ |
| Aerobis estrictes   | Sí                            | Respiració aeròbica                           | Micrococcus luteus |
| Aerobis facultatius | No                            | Respiració aeròbica i anaeròbica. Fermentació | Escherichia coli   |
| Microaeròfils       | Sí, però a baixa concentració | Respiració aeròbica                           | Spirillum volutans |

## Respiració aeròbica
És un procés d'oxidació-reducció o altrament dit, una reacció redox, en què l'oxigen molecular (O₂), que presenta un potencial de reducció molt electropositiu, s'utilitza com a acceptor d'electrons, alliberant com a resultat grans quantitats d'energia.
La respiració aeròbica té el seu inici en el procés de la glicòlisi, via metabòlica que regula la transformació d'una molècula de glucosa, a piruvat o àcid pirúvic mitjançant el procés d'oxidació per tal d'obtenir energia en forma de trifosfat d'adenosina (ATP). Altres processos que engloba la respiració aeròbica i que permeten als organismes aerobis obtenir energia són el cicle de Krebs i la fosforilació oxidativa.